# Cláudio Cunha
Cláudio Francisco Cunha (São Paulo, 29 de julio de 1946 - Porto Alegre, 20 de abril de 2015) fue un actor, director, guionista y productor brasileño.

## Biografía
Cláudio Cunha nació el 29 de julio de 1946 en la ciudad brasileña de São Paulo. Inició su carrera como actor durante los años 1960, época en la que participó en varias telenovelas, y en 1972 debutó en el cine con la película As Mulheres Amam por Conveniência. Dos años después fundó su propia productora, Kinema Filmes, que se encargó de su debut como director, O Clube dos Infiéis (1974), y de otras de sus películas, como Snuff, Vítimas do Prazer (1977), Amada Amante (1978) y Sábado Alucinante (1979). Posteriormente, en 1980, fundó una nueva productora: Cláudio Cunha Cinema & Arte.

## Filmografía
| Año  | Título                            | Rol   | Rol      | Rol       | Rol       | Notas                                                               |
| Año  | Título                            | Actor | Director | Guionista | Productor | Notas                                                               |
| ---- | --------------------------------- | ----- | -------- | --------- | --------- | ------------------------------------------------------------------- |
| 1971 | Meu Pedacinho de Chão             | Sí    |          |           |           | Telenovela. Participación en un n.º desconocido de episodios.       |
| 1972 | As Mulheres Amam por Conveniência | Sí    |          |           |           |                                                                     |
| 1973 | Sob o Domínio do Sexo             | Sí    |          |           |           |                                                                     |
| 1974 | O Poderoso Machão                 | Sí    |          | Sí        |           |                                                                     |
| 1974 | O Clube dos Infiéis               | Sí    | Sí       | Sí        |           |                                                                     |
| 1975 | O Dia em Que o Santo Pecou        |       | Sí       |           |           |                                                                     |
| 1977 | Snuff, Vítimas do Prazer          | Sí    | Sí       | Sí        |           | También acreditado como compositor.                                 |
| 1978 | A Praia do Pecado                 | Sí    |          |           |           |                                                                     |
| 1978 | Damas do Prazer                   | Sí    |          |           |           |                                                                     |
| 1978 | Amada Amante                      | Sí    | Sí       | Sí        | Sí        |                                                                     |
| 1978 | A Força dos Sentidos              |       |          |           | Sí        |                                                                     |
| 1979 | A Dama da Zona                    | Sí    |          | Sí        |           |                                                                     |
| 1979 | Sábado Alucinante                 |       | Sí       | Sí        | Sí        | También acreditado como compositor y diseñador de producción.       |
| 1980 | O Gosto do Pecado                 |       | Sí       |           |           | También acreditado como director artístico y diseñador de vestuario |
| 1980 | O Doador Sexual                   |       |          |           | Sí        |                                                                     |
| 1981 | Karina, Objeto do Prazer          | Sí    |          |           | Sí        |                                                                     |
| 1982 | Profissão Mulher                  |       | Sí       | Sí        |           |                                                                     |
| 1982 | A Reencarnação do Sexo            |       |          |           | Sí        |                                                                     |
| 1982 | Amor, Palavra Prostituta          |       |          |           | Sí        |                                                                     |
| 1984 | Oh! Rebuceteio                    | Sí    | Sí       | Sí        | Sí        |                                                                     |
| 2009 | A Lei e o Crime                   | Sí    |          |           |           | Serie de televisión. Participación en un episodio: #1.16            |